# 吉里吉里駅
吉里吉里駅（きりきりえき）は、岩手県上閉伊郡大槌町吉里吉里二丁目にある、三陸鉄道リアス線の駅である。
駅の愛称は「鳴き砂の浜」。

## 歴史

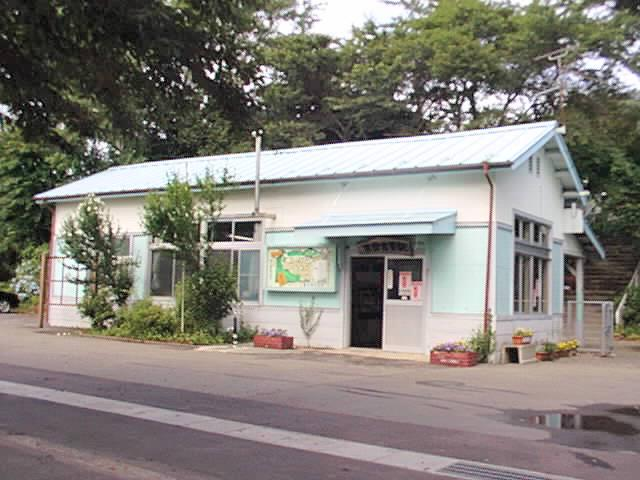
旧駅舎（2000年7月）

- 1938年（昭和13年）4月5日：鉄道省山田線の駅として開業[1][2]。
- 1965年（昭和40年）3月30日：貨物取扱廃止[2]。
- 1982年（昭和57年）11月15日：荷物扱い廃止[4]。駅員無配置駅となり[5]、簡易委託化。吉里吉里駅長が廃止され、大槌駅長管理下となる。
- 1987年（昭和62年）4月1日：国鉄分割民営化により、東日本旅客鉄道（JR東日本）の駅となる[1][2]。
- 1990年代（時期不明）：無人化。
- 2005年（平成17年）4月1日：大槌駅長廃止に伴い、釜石駅長管理下となる。
- 2011年（平成23年）3月11日：東日本大震災により営業休止。
- 2012年（平成24年）2月：旧駅舎が解体される。
- 2019年（平成31年）3月23日：当駅を含む宮古駅 - 釜石駅間復旧と同時に三陸鉄道に転換、リアス線の駅となる。

## 駅構造
単式ホーム1面1線の地上駅である。ホームは築堤上にあり、階段を十数段上ることになる。
かつては有人時代の木造駅舎が残っていたが、営業休止中の2012年2月に老朽化のため解体された。

## 駅周辺
- 吉里吉里郵便局
- 大槌町立吉里吉里小学校
- 大槌町立吉里吉里中学校
- 吉里吉里海岸海水浴場
- 吉里吉里海岸キャンプ場
- 岩手県道231号吉里吉里釜石線
- 国道45号
- 前川善兵衛歴代の墓
- 吉祥寺

## 吉里吉里駅と井上ひさし『吉里吉里人』ブーム
1981年（昭和56年）、井上ひさしの小説『吉里吉里人』がベストセラーになり、一大ブームを巻き起こした。小説中の吉里吉里村はこの駅のある大槌町吉里吉里地区ではなく、宮城県・岩手県の県境付近にある東北本線沿線の平野部に設定された架空の村である。しかし「吉里吉里」の地名のもととなった地区であるということで注目され、地域も村おこしを目的に「吉里吉里独立宣言」を発し、独立（ミニ独立国）、観光拠点化した。
現在はそのブームも落ち着き、駅構内や集落の何箇所かにその形跡を残すのみである。なお、JR東日本が管理していた当時、釜石線営業所ではエスペラントによる駅愛称を付与しており、当駅は『吉里吉里人』にちなんで「Reĝolando（レジョランド：王国）」という愛称となっていた。
なお小説中では、実在の吉里吉里の名が、吉里吉里浜の砂を踏む音から地名が名づけられたことを紹介している。出典は金田一京助であろうが、アイヌ研究の碩学・知里真志保は「実はアイヌ語で白砂のことである」と書いており、主張が分かれている。現在でも諸説ある。

## 隣の駅
三陸鉄道
■リアス線
大槌駅 - 吉里吉里駅 - 浪板海岸駅

#### 記事本文
1. 1 2 3  曽根悟（監修） 著、朝日新聞出版分冊百科編集部 編『週刊 歴史でめぐる鉄道全路線 国鉄・JR』 21号 釜石線・山田線・岩泉線・北上線・八戸線、朝日新聞出版〈週刊朝日百科〉、2009年12月6日、18-19頁。
2. 1 2 3 4  石野哲 編『停車場変遷大事典 国鉄・JR編』 II（初版）、JTB、1998年10月1日、500頁。ISBN 978-4-533-02980-6。
3. ↑  “吉里吉里駅紹介（きりきり）”. 三陸鉄道. 2024年5月9日閲覧。
4. ↑  “日本国有鉄道公示第168号”. 官報. (1982年11月13日)
5. ↑  “「通報」●北上線岩沢駅ほか23駅の駅員無配置について（旅客局）”. 鉄道公報 (日本国有鉄道総裁室文書課):  p. 8. (1982年11月13日)